# Cecidopimpla montana
Cecidopimpla montana là một loài tò vò trong họ Ichneumonidae.